# Avisaurus
Avisaurus („ptačí ještěr“) byl rod pravěkého ptáka ze skupiny Enantiornithes. Dosud byly popsány tři druhy tohoto rodu, typový je A. archibaldi. Jsou však popsány pouze podle framentárního materiálu - kostí spodních končetin, zvaných tarsometatarsus. Tito pravěcí ptáci žili v období svrchní křídy (asi před 77 až 66 miliony let) na území dnešní Severní Ameriky (především v americké Montaně). V rozpětí křídel dosahoval tento druh přibližně 1,2 metru.
V roce 2024 byl formálně popsán nový druh rodu Avisaurus, kterým je A. darwini.